# Zentralamerika- und Karibikspiele 1982
Die 14. Zentralamerika- und Karibikspiele fanden vom 7. bis 18. August 1982 in der kubanischen Hauptstadt Havanna statt.
Erfolgreichste Nation war einmal mehr Kuba, dessen Sportler 173 der insgesamt 248 Wettbewerbe gewannen. Dahinter folgten Mexiko mit 29 und Venezuela mit 19 Goldmedaillen.

## Teilnehmende Nationen
22 Länder nahmen mit insgesamt 2799 Athleten an den Zentralamerika- und Karibikspielen teil. Grenada und die Britischen Jungferninseln gaben ihr Debüt.
| - Amerikanische Jungferninseln - Bahamas - Barbados - Belize - Bermuda - Britische Jungferninseln - Costa Rica - Dominikanische Republik | - Grenada - Guatemala - Guyana - Haiti - Jamaika - Kuba - Mexiko | - Nicaragua - Niederländische Antillen - Panama - Puerto Rico - Suriname - Trinidad und Tobago - Venezuela |

## Sportarten
Bei den Zentralamerika- und Karibikspielen waren 24 Sportarten im Programm. Segeln war wieder Teil des Programms. Außerdem wurden erstmals Wettbewerbe im Bogenschießen, Hockey, Rudern und Tischtennis ausgetragen.
| - Baseball - Basketball - Bogenschießen - Boxen - Fechten - Fußball - Gewichtheben - Hockey | - Judo - Leichtathletik - Radsport - Ringen - Rudern - Schießen - Schwimmen - Segeln | - Softball - Synchronschwimmen - Tennis - Tischtennis - Turnen - Volleyball - Wasserball - Wasserspringen |

Fett markierte Links führen zu den detaillierten Ergebnissen der Spiele

## Medaillenspiegel
| Platz | Land                         | Gold | Silber | Bronze | Gesamt |
| ----- | ---------------------------- | ---- | ------ | ------ | ------ |
| 01    | Kuba                         | 173  | 71     | 38     | 282    |
| 02    | Mexiko                       | 29   | 55     | 47     | 131    |
| 03    | Venezuela                    | 19   | 39     | 54     | 112    |
| 04    | Puerto Rico                  | 7    | 43     | 54     | 104    |
| 05    | Dominikanische Republik      | 4    | 8      | 22     | 34     |
| 06    | Jamaika                      | 4    | 3      | 6      | 13     |
| 07    | Costa Rica                   | 3    | 1      | 4      | 8      |
| 08    | Amerikanische Jungferninseln | 2    | 5      | 4      | 11     |
| 09    | Bahamas                      | 2    | 3      | 4      | 9      |
| 10    | Guatemala                    | 2    | 1      | 6      | 9      |
| 11    | Trinidad und Tobago          | 1    | 2      | 6      | 9      |
| 12    | Guyana                       | 1    | —      | 1      | 2      |
| 13    | Haiti                        | 1    | —      | —      | 1      |
| 14    | Panama                       | —    | 11     | 9      | 20     |
| 15    | Nicaragua                    | —    | 3      | 5      | 8      |
| 16    | Belize                       | —    | 1      | —      | 1      |
| 17    | Niederländische Antillen     | —    | —      | 3      | 3      |
| 18    | Barbados                     | —    | —      | 2      | 2      |
| 18    | Bermuda                      | —    | —      | 2      | 2      |
| 18    | Grenada                      | —    | —      | 2      | 2      |
| 21    | Suriname                     | —    | —      | 1      | 1      |